# ベネズエラ標準時
ベネズエラ標準時（ベネズエラひょうじゅんじ、Venezuelan Standard Time - VET、スペイン語: Hora Legal de Venezuela - HLV）は、協定世界時 (UTC) から4時間遅らせた標準時である(UTC-4)。ベネズエラで使用されており、夏時間は採用していない。

## 歴史
ベネズエラでは1912年に標準時としてUTC-4:30が採用された。1965年には30分進ませたUTC-4となった。
2007年12月、ウゴ・チャベス大統領は標準時を30分遅らせてUTC-4:30とした。これは登校時間との兼ね合いで子供たちの起床時間が夜明け前にならないようにするものだったが、結果的にエネルギー消費の増加につながった。加えて干ばつの影響で国内の発電量の過半を担うグリダムの水位が低下し深刻な電力不足に見舞われたことから、2016年4月にニコラス・マドゥロ大統領がUTC-4に戻すことを発表し、同年5月1日から実施された。

## IANAのTime Zone Database
IANAのTime Zone Databaseには、ベネズエラの標準時が1つ含まれている。
| 国コード | 座標        | 時間帯ID        | 注釈 | 協定世界時との差 | 夏時間 | 備考 |
| -------- | ----------- | --------------- | ---- | ---------------- | ------ | ---- |
| VE       | +1030−06656 | America/Caracas |      | −04:00           | −04:00 |      |